# EAC-C2C
EAC-C2C是一组连通东亚地区国家的海底光缆网络，分别由EAC（东亚海底光缆系统）及C2C（城市到城市间海底光缆）两个电缆网络合并组成。由Asia Netcom完成网络，现该公司合并入Pacnet并交由新公司管理。

## EAC

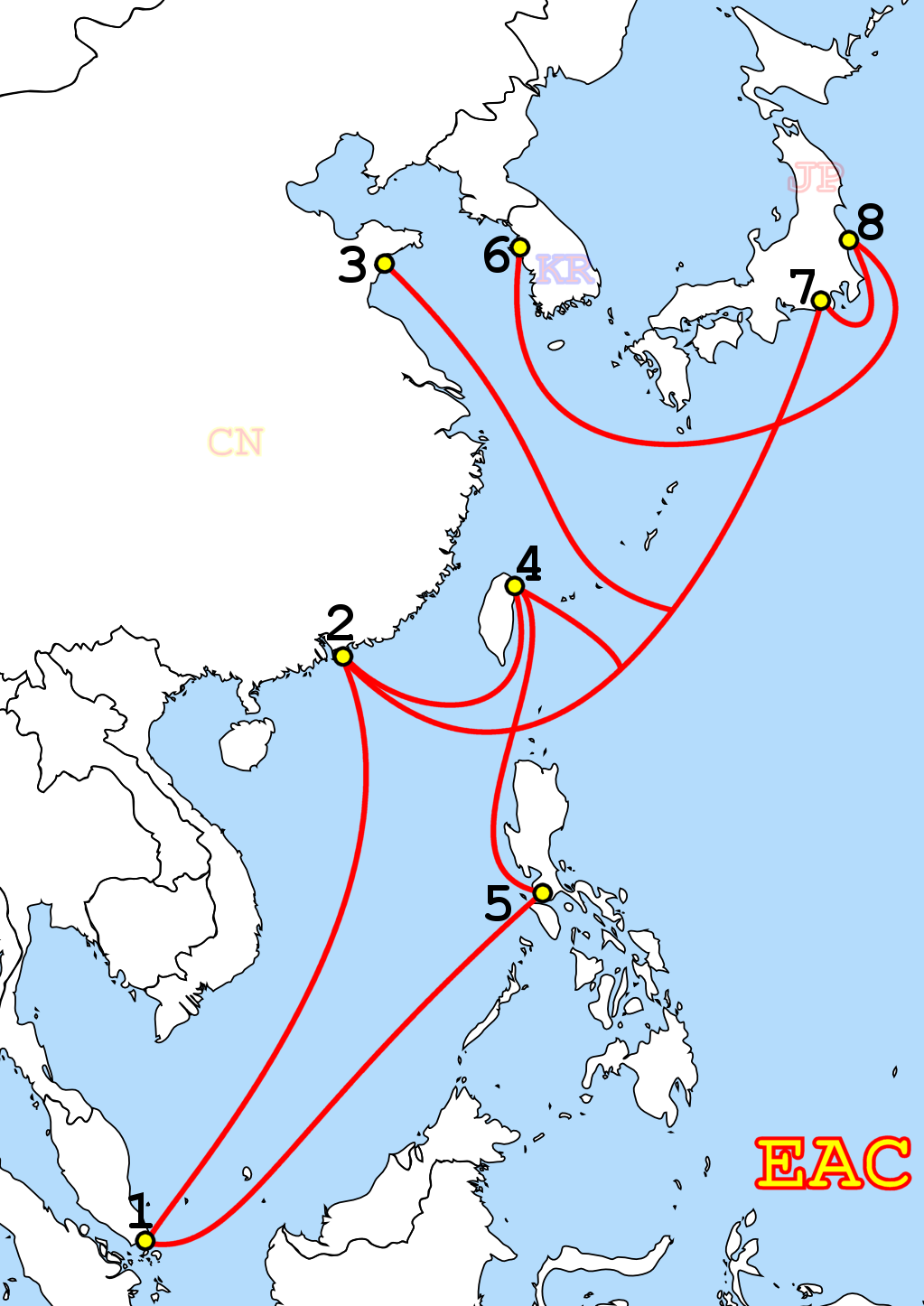
EAC网络线路与登陆点分布图

EAC（东亚海底光缆系统），全长19500千米，使用密集波分复用技术，现阶段每秒160Gbit的流量，计划最高能提供每秒2.5Tbit的流量。
登陆点位于以下地方：
- 新加坡樟宜（1）
- 香港将军澳（2）
- 中国青岛（后期加建）（3）
- 台灣八里区（4）
- 菲律宾Capepisa（5）
- 南韩泰安郡（6）
- 日本
  - 志摩市（7）
  - 常陸那珂市阿字浦（8）

## C2C

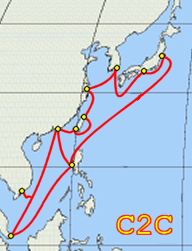
完整C2C网络线路及登陆点地图
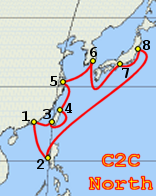
C2C北环地图
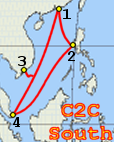
C2C南环地图

C2C（城市到城市间海底光缆），同样使用密集波分复用技术，设计最高能提供每秒7.68Tbit的流量。主要由东亚沿海南北环两部分构成。
东亚北环与南环共同登陆点有：
- 香港南区舂坎角（南、北，1）
- 菲律宾八打雁省纳苏格布（英语：Nasugbu,_Batangas）（南、北，2）

东亚北环登陆点有：
- 台湾
  - 屏东县枋山鄉（北，3）
  - 新北市淡水区（北，4）
- 中国上海市南汇区（北，5）
- 南韩釜山广域市（北，6）
- 日本
  - 三重县志摩市（北，7）
  - 千叶县南房總市千仓町（日语：千倉町）（北，8）

东亚南环登陆点有：
- 越南（南，3）
- 新加坡樟宜（南，4）

## 两网合并后
2007年，当时的管理商Asia Netcom将两个网络合并，使其成为全长36800千米的东亚地区性主要光缆网络，为中国大陆、香港、台湾、日本、南韩、菲律宾及新加坡提供互联网服务。
2009年4月9日，Pacnet宣布完成网络一期升级工程，使其增加多每秒3200Gbit的通信流量，并预计下一阶段升级能再增加多每秒2000Gbps的通信流量。